# Peter Reinhardt
Peter Reinhardt (* 30. Juli 1950 in Leipzig) ist ein deutscher Schauspieler und Synchronsprecher.

## Leben
Seit 1973 ist er im Bereich der Synchronisation tätig. Er lieh seine Stimme unter anderem Sandy Cohen in O.C., California, gespielt von Peter Gallagher. Des Weiteren sprach er in der Anime-Serie Yu-Gi-Oh! ab der letzten Staffel Yami-Bakura und Jerry Doyle in Babylon 5.
Seit der Gründung im April 2006 war er bis Juni 2015 Vorstandsvorsitzender des Interessenverbands Synchronschauspieler e. V. mit Sitz in Berlin. Reinhardt studierte an der Theaterhochschule Leipzig.

## Synchronarbeiten (Auswahl)
Makio Inoue
- 1993: Lupin the 3rd – Der Höllentrip als Goemon Ishikawa XIII
- 1994: Lupin the 3rd – Der goldene Drache als Goemon Ishikawa XIII
- 1995: Lupin the 3rd – Der Schatz des Harimao als Goemon Ishikawa XIII
- 1995: Lupin the 3rd – Farewell to Nostradamus als Goemon Ishikawa XIII
- 1996: Lupin the 3rd – Der Diamant der Dämmerung als Goemon Ishikawa XIII

Michael Paré
- 1995: Astrocop als Joe Brody
- 1995: Raging Angels als Colin
- 1995: Triplecross – Ans Messer geliefert als Teddy „T.C.“ Cooper
- 1997: Reckless – Von Rache getrieben als Jim Randell
- 2009: Direct Contact als Clive Connelly

Jerry Doyle
- 1993: Spacecenter Babylon 5 als Michael Garibaldi
- 1994–1998: Babylon 5 (Fernsehserie) als Michael Garibaldi
- 1998: Babylon 5: Der Fluss der Seelen als Michael Garibaldi
- 1998: Babylon 5: Waffenbrüder als Michael Garibaldi

Robert Patrick
- 1997: Therapie Mord als Nicholas Tordone
- 2000–2002: Akte X – Die unheimlichen Fälle des FBI (Fernsehserie) als John Doggett
- 2011: Red Faction: Origins als Alec Mason
- 2014–2018: Scorpion (Fernsehserie) als Homeland Security-Agent Cabe Gallo

Ulrich Thomsen
- 2004: Brothers – Zwischen Brüdern als Michael
- 2005: Adams Äpfel als Adam Pedersen
- 2006: Das Genie und der Wahnsinn als Tonny Jensen
- 2007: Opium – Tagebuch einer Verrückten als Dr. Brenner

Peter Gallagher
- 2003–2007: O.C., California (Fernsehserie) als Sandy Cohen
- 2012: Step Up: Miami Heat als Bill Anderson
- 2017: Bad Moms 2 als Amys Vater

Jouji Nakata
- 2009: Code Geass: Lelouch of the Rebellion (Fernsehserie) als Diethard Ried
- 2010: Code Geass: Lelouch of the Rebellion R2 (Fernsehserie) als Diethard Ried

### Filme
- 1998: Elizabeth – Daniel Craig als John Ballard
- 1998: Auf immer und ewig – Jeroen Krabbé als Auguste de Barbarac
- 1998: Armageddon – Das jüngste Gericht – Will Patton als Chick
- 1998: Shakespeare in Love – Simon Day als Bootsmann
- 1999: Tote tragen keine Karos – Steve Martin als Rigby Reardon
- 2000: Erin Brockovich – Michael Harney als Pete Jensen
- 2003: 2 Fast 2 Furious – John Cenatiempo als Korpi
- 2005: In den Schuhen meiner Schwester – Richard Burgi als Jim Danvers
- 2005: Das Schwiegermonster – Will Arnett als Kit
- 2009: Beim Leben meiner Schwester – Chris Kinkade als Dr. Nguyen
- 2019: Die zwei Päpste – Sidney Cole als Kardinal Peter Turkson
- 2020: Enola Holmes – David Bamber als Sir Whimbrel

### Serien
- 1993–1997: Star Trek: Deep Space Nine – Philip Anglim als Vedek Bareil
- 1994–1998: Chicago Hope – Endstation Hoffnung – Peter MacNicol als Alan Birch
- 1997–2004: Practice – Die Anwälte – Steve Harris als Eugene Young
- 1999–2005: Third Watch – Einsatz am Limit – Chris Bauer als Fred Yokas
- 2005–2006: 24 – Louis Lombardi als Edgar Stiles
- 2006: Desperate Housewives – John Kapelos als Eugene Beale
- 2006–2012: Eureka – Die geheime Stadt – Joe Morton als Henry Deacon
- 2009: Torchwood – Peter Capaldi als John Frobisher
- 2013–2019: Orange Is the New Black – Nick Sandow als Joe Caputo

### Videospiele
- 2007: Transformers Autobots/Decepticons als Barricade
- 2021: Life Is Strange: True Colors als Duckie

## Filmografie (als Schauspieler)
- 1971: Du und ich und Klein-Paris
- 1986: Offiziere
- 1989: Die gläserne Fackel
- 1988: Die verzauberten Brüder (Fernsehfilm)
- 1989: Polizeiruf 110: Unsichtbare Fährten (TV-Reihe)
- 1990: Flugstaffel Meinecke: Folgen 3/4 – Kapriolen / Sturzflug (TV-Serie)
- 1990: Die Sprungdeckeluhr
- 1991: Polizeiruf 110: Der Fall Preibisch (TV-Reihe)
- 1996: Die Wache (TV-Serie)

## Hörspiele
- 1999: Reinhard Kuhnert: Gemeinsam der Zukunft entgegen – Regie: Reinhard Kuhnert/Hilmar Bachor (Hörstück – WDR)